# Wilhelm Joseph Heine

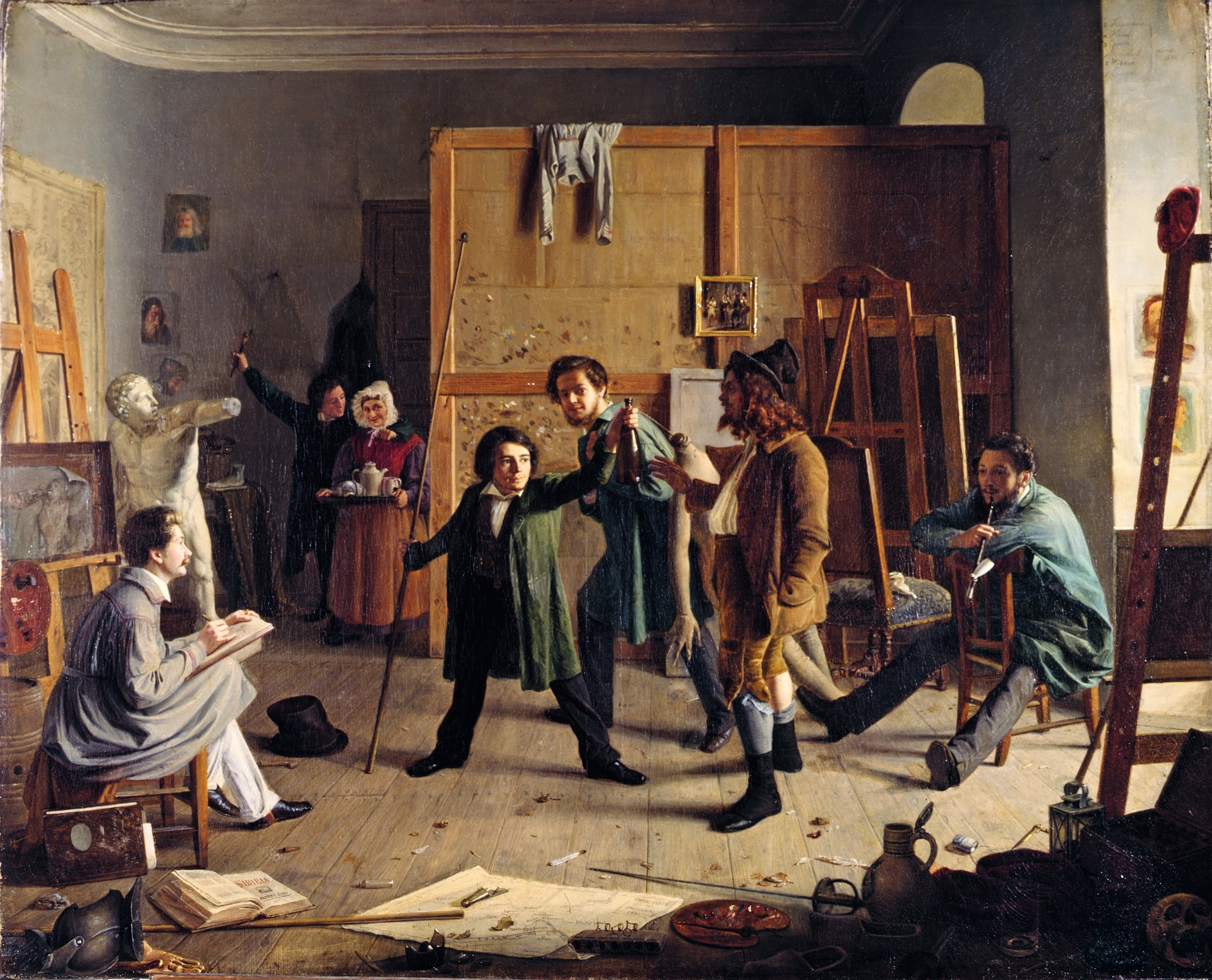
Porträt von Wilhelm Joseph Heine, rechts auf dem Stuhl sitzend, in Johann Peter Hasenclevers Atelierszene, 1836

Wilhelm Joseph Heine (* 18. April 1813 in Düsseldorf; † 29. Juni 1839 ebenda) war ein deutscher Genremaler der Düsseldorfer Schule.

## Leben
Heine lebte vielleicht in Bremen und absolvierte von 1827 bis 1837 ein Malereistudium an der Kunstakademie Düsseldorf. Nach der Vorbereitungsklasse von Heinrich Christoph Kolbe war er Schüler von Theodor Hildebrandt. 1836/1837 besuchte er die 1. Klasse von Wilhelm Schadow. Er gehört zu den Malern, die – angeregt durch David Wilkie – das Genrebild als „freie Kunst“ entwickelten und dabei ihr Interesse an den politischen, sozialen und wirtschaftlichen Vorgängen ihrer Zeit zum Ausdruck brachten sowie engagiert Stellung bezogen (Tendenzmalerei). Zu dieser Gruppe zählen neben Heine insbesondere Johann Peter Hasenclever, Carl Wilhelm Hübner, Peter Schwingen, Adolph Schroedter, Henry Ritter, Wilhelm Kleinenbroich und Ludwig Knaus. Das 1837 von Heine gemalte Bild Gottesdienst in der Zuchthauskirche zeigt wahrscheinlich – an eine dunkle Säule gelehnt – Friedrich Ludwig Weidig, einen verurteilten Vormärz-Aktivisten aus dem Kreis um den Schriftsteller Georg Büchner, in einer Gruppe von politischen Gefangenen beim Zuchthausgottesdienst im Arresthaus von Darmstadt. Dieses Bild gilt als erstes politisch-kritisches Gemälde der Düsseldorfer Malerschule.

## Werke (Auswahl)

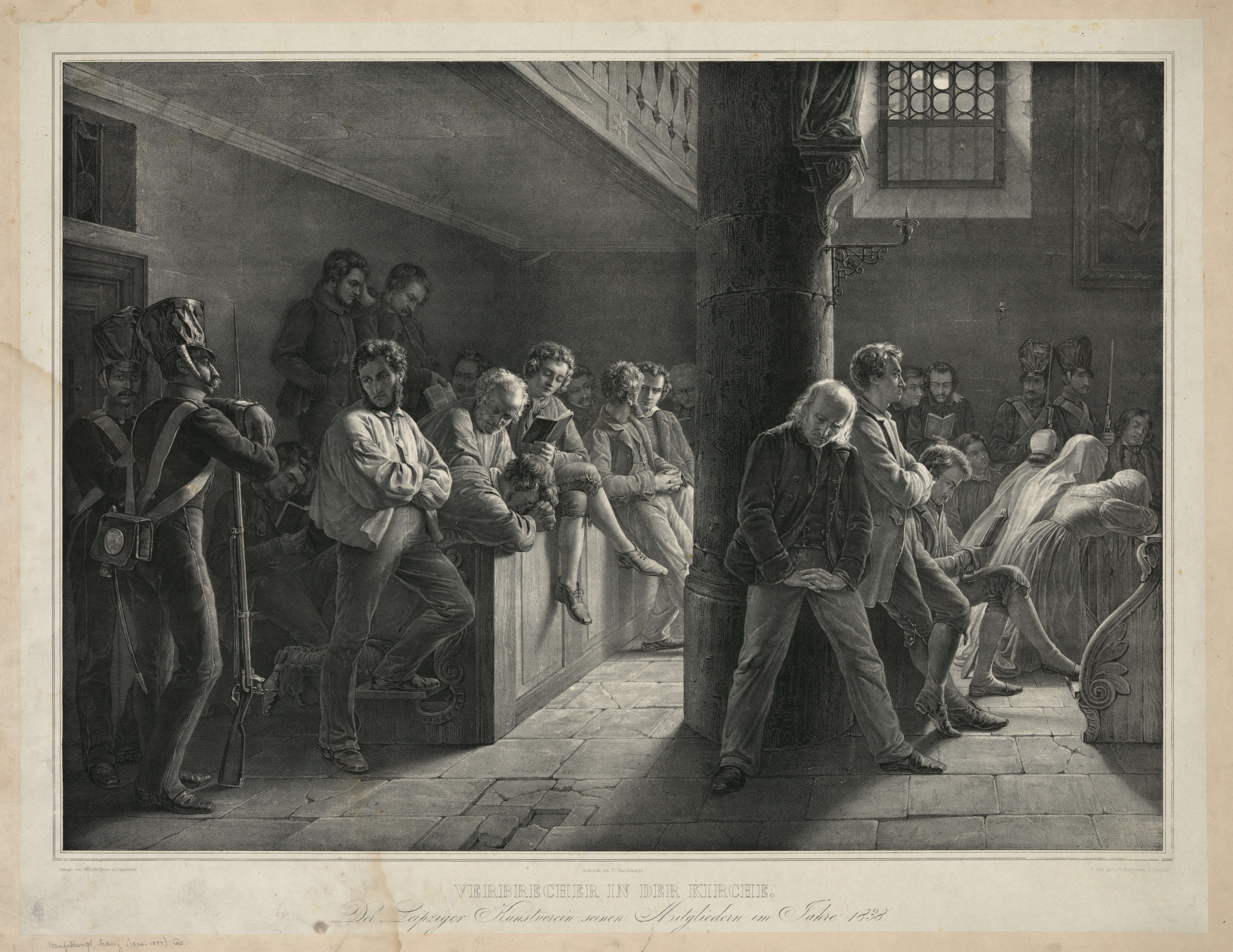
Gottesdienst in der Zuchthauskirche

- Selbstbildnis in Weberbekleidung, 1832
- Die Wilddiebe, 1833
- Der Wilddieb auf der Lauer, 1834[4]
- Der Schmuggler, 1834
- Die Landstreicher, 1835
- Die zerrissene Jacke, 1835
- Bauernhaus, 1836
- Gottesdienst in der Zuchthauskirche, 1837, Museum Kunstpalast, Düsseldorf (eine von insgesamt drei Fassungen, weitere Fassungen im Museum der bildenden Künste, Leipzig, 1837, und in der Nationalgalerie Berlin, 1838)[5]
- Der Brillenhändler, 1838